# Tipula venerabilis
Tipula venerabilis är en tvåvingeart som beskrevs av Alexander 1936. Tipula venerabilis ingår i släktet Tipula och familjen storharkrankar. Inga underarter finns listade i Catalogue of Life.